# 연도초등학교 역포분교
연도초등학교 역포분교는 대한민국 전라남도 여수시 남면 연도리 1238에 있었던 공립 초등학교이다.

## 연혁
- 1968년 6월 29일 연도국민학교 역포분교장 설립인가
- 1982년 3월 1일 병설유치원 개원(1983년 2월 28일 폐원)
- 1996년 3월 1일 연도초등학교 역포분교장으로 개칭
- 2009년 3월 1일 폐교